# Johann Gymnich I.
Johann Gymnich I. (lat. Gymnicus; *  um 1485 vermutlich in Essen; † 1544 in Köln) war ein deutscher Drucker und Verleger in Köln mit einer Zweigniederlassung in Antwerpen.

## Leben
Gymnich war Schüler der Humanisten Alexander Hegius und Johannes Murmellius. Er begann seine Tätigkeit 1516, doch scheint er damals noch keine eigene Buchdruckerei besessen zu haben, denn im ersten Buch Petri Alphunsi Exjudaei Christiani Dialogi findet sich zwar die Angabe „Coloniae per Joannem Gymnicum Anno 1516“, dagegen ist bei dem zweiten 1517 unter dem Titel Annaei Senecae Trajoedia quae inscribitur Octavia, per Erasmum Roterodam erschienenen Druck „Coloniae ex Aedibus Cornelii Ziryckzee pro Jo. Gymnico. MDXVII“ zu lesen. Es hat demnach damals der bekannte Drucker Cornelius von Zierikzee in Köln für ihn gedruckt.
Seine Bücher ließ er künstlerisch ausstatten, indem er Randleisten und Titeleinfassungen zu verschiedenen Werken seines Verlages anfertigen ließ. Die Vorlagen einiger Dekorationselemente wie Titeleinfassungen oder Dedikationswappen lieferte der berühmte Holzschneider Anton Woensam, ebenso wie Gymnichs erstes Buchdrucker-Signet. Es zeigt ein aufspringendes, nach links gewandtes Einhorn in einem zierlichen Schild, der an einen Baum befestigt ist und mit der Endspitze den landschaftlichen Boden berührt. Für das Motiv standen seine beiden Geschäftshäuser in der Kölner Straße „Unter Fettenhennen“ Pate, da sie die Bezeichnung „zum Einhorn“ besaßen.
Johann Gymnich I. war ein sehr produktiver Drucker und Verleger. Seine Werke waren meist griechische und lateinische Klassiker, doch wurden auch andere Gebiete der Wissenschaft von ihm berücksichtigt. Im Ganzen gehörten sie überwiegend den strengeren Wissenschaften an. Im Jahr 1520 verlegte er eine Oktavausgabe des berüchtigten Hexenhammers von Jacob Sprenger, auch bekannt unter dem lateinischen Titel Malleus Maleficarum. Im Jahr 1528 begann seine Haupttätigkeit als Verleger, sodass in jedem der folgenden Jahre seine Firma ansehnlich vertreten war. Eine deutsche Übersetzung des Neuen Testaments, die 1531 bei ihm gedruckt worden war, wurde dem Index Librorum Prohibitorum von 1550 überwiesen. Insgesamt sind von Johann Gymnich I. 173 Drucke bekannt, die den Namen seines Unternehmens tragen. Er scheint bis 1544 tätig gewesen zu sein, denn im Jahr 1545 besaßen die Werke aus seiner Werkstatt den Vermerk „Coloniae Haeredes Gymnici excudebant, Anno MD.XLIV“.